# Pułk Lekkokonny Starozakonny
Pułk Lekkokonny Starozakonny (znany też jako lekkokonny pułk żydowski) – polski pułk jazdy okresu powstania kościuszkowskiego.

## Opis
23 kwietnia 1794  Berek Josielowicz i Józef Aronowicz zwrócili się do Rady Zastępczej Tymczasowej z prośbą o pomoc w zwerbowaniu Żydów do pułku wolonterskiego. Ponieważ religia żydowska nie pozwala w szabas na jazdę konną i wykonywanie jakichkolwiek obowiązków, prosili, aby RZT wpłynęła na rabinów żeby ortodoksyjnym członkom swoich gmin „przekładali o potrzebie przełamania szabasu i świąt, gdy obrona Ojczyzny tego wymaga”. 25 kwietnia gen. mjr Mokronowski zezwolił i na zaciąg „100 konnych ludzi Starego Zakonu, młodych, zdrowych, pewnych i zdolnych”. Pomimo zezwolenia, rekrutacja do września nie odbyła się.
Pułk sformowany został na mocy odezwy Tadeusza Kościuszki 17 września 1794 pod dowództwem płk Berka Joselewicza, na którego organizację 5 października otrzymał z kasy generalnej sumę 3 000 zł w biletach skarbowych.
Oddział został rozbity w walce podczas obrony warszawskiej Pragi przed wojskami rosyjskimi w październiku 1794. Polegli żołnierze spoczęli na cmentarzu żydowskim na Pradze.